# La Lucerne-d'Outremer
La Lucerne-d'Outremer is een gemeente in het Franse departement Manche (regio Normandië). De plaats maakt deel uit van het arrondissement Avranches. La Lucerne-d'Outremer telde op 1 januari 2022 847 inwoners.
De norbertijnenabdij van La Lucerne werd gesticht in de 12e eeuw. Ze werd afgeschaft na de Franse Revolutie.

## Geografie
De oppervlakte van La Lucerne-d'Outremer bedroeg op 1 januari 2022 14,48 vierkante kilometer; de bevolkingsdichtheid was toen 58,5 inwoners per km².

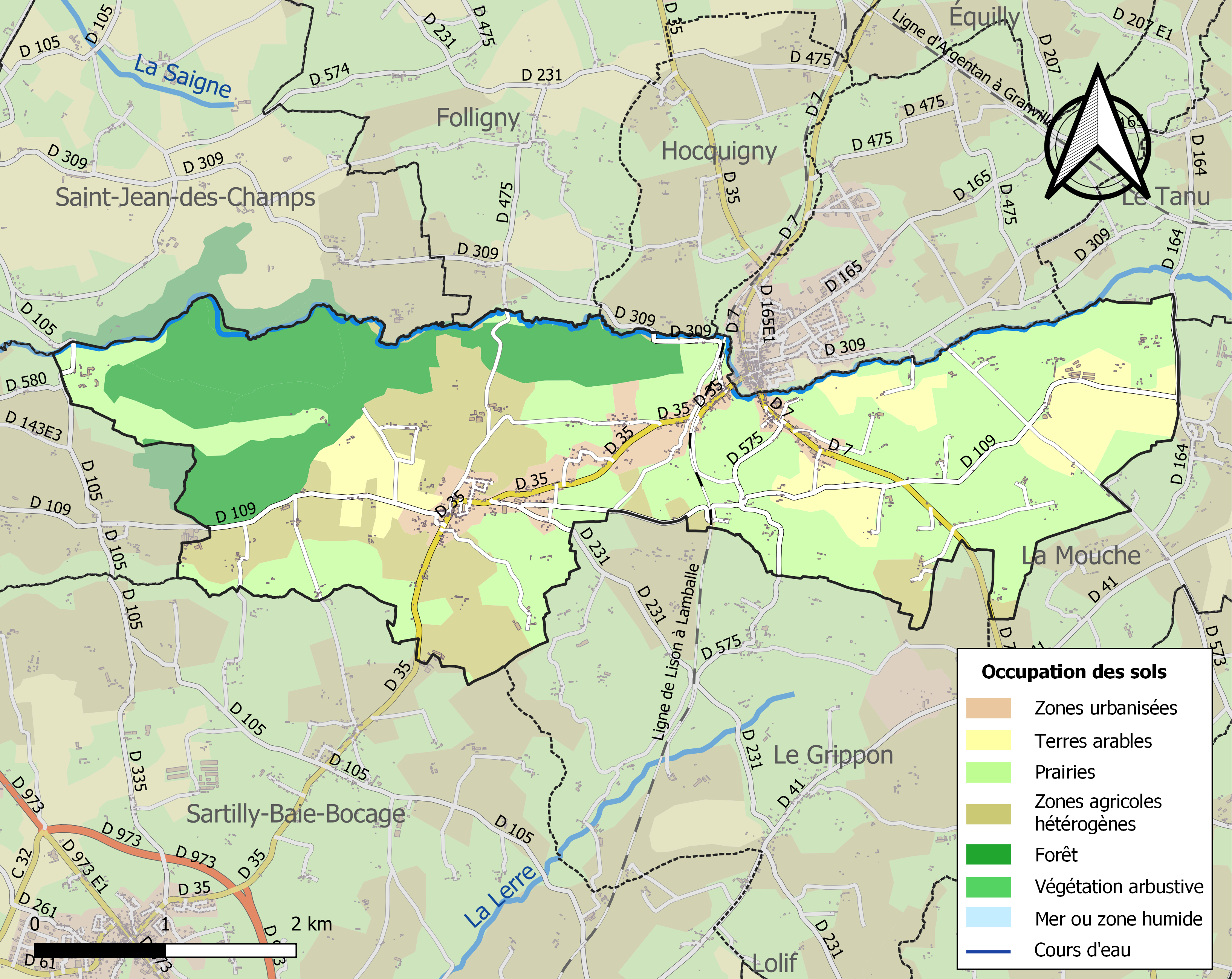
Kaart van de gemeente met de belangrijkste infrastructuur, bodemgebruik en omliggende gemeenten

## Demografie
Onderstaande figuur toont het verloop van het inwonertal (bron: INSEE-tellingen).